# Högre hand
Högre hand (engelskspråkig term: Act of God) är ett rättsbegrepp för övermäktiga naturkrafter som varken kan undvikas eller kontrolleras, och som ger ansvarsfrihet. Sådana naturkrafter kan vara naturkatastrofer och annat extremväder, dödsfall, plötslig sjukdom, med mera. Det högre handen avser Gud. Rättsbegreppet högre hand ersätts numera vanligen av force majeure, men "högre hand" avser till skillnad mot det senare enbart tillstånd och situationer som uppkommer genom naturkrafter och inte genom mänskligt ingripande.